# Reino da Sérvia (Idade Média)
O Reino da Sérvia (em sérvio: Србија Краљевина; romaniz.: Srbija Kraljevina) foi o reino sérvio estabelecida na Idade Média, na Península dos Bálcãs. Foi criado após a coroação de Estêvão I, o Primeiro-Corado (Prvovenčani) em 1217 como Rei da Sérvia após herdar todos os territórios unificados por seu pai, Estêvão Nêmania, considerado o fundador do Estado sérvio.
Com anexações e alianças de seus sucessores a Dinastia Nemânica, o reino atingiu um tamanho que fez dele um dos mais importantes da Europa, então, em 1346, Estêvão Uresis IV estabeleceu o Império Sérvio, que cobriu boa parte dos domínios Bálcãs. O império ruiu depois que seu filho, Estêvão Uresis V, subiu ao trono, sendo dividido em pequenos reinos que acabaram por ser invadidos pelo Império Otomano.